# Vladislav Južakov
Vladislav Gennad'evič Južakov (in russo Владислав Геннадьевич Южаков?; traslitterazione anglosassone Vladislav Gennadyevich Yuzhakov; Čusovoj, 25 gennaio 1986) è uno slittinista russo, campione mondiale nella gara a squadre a Winterberg 2019.

## Biografia
Ha iniziato a gareggiare per la nazionale russa nelle varie categorie giovanili nella specialità doppio in coppia con Vladimir Machnutin, con il quale ha condiviso tutti i suoi risultati anche nella categoria superiore fino alle Olimpiadi di Soči 2014, ottenendo una medaglia di bronzo ai mondiali juniores di Altenberg 2006.

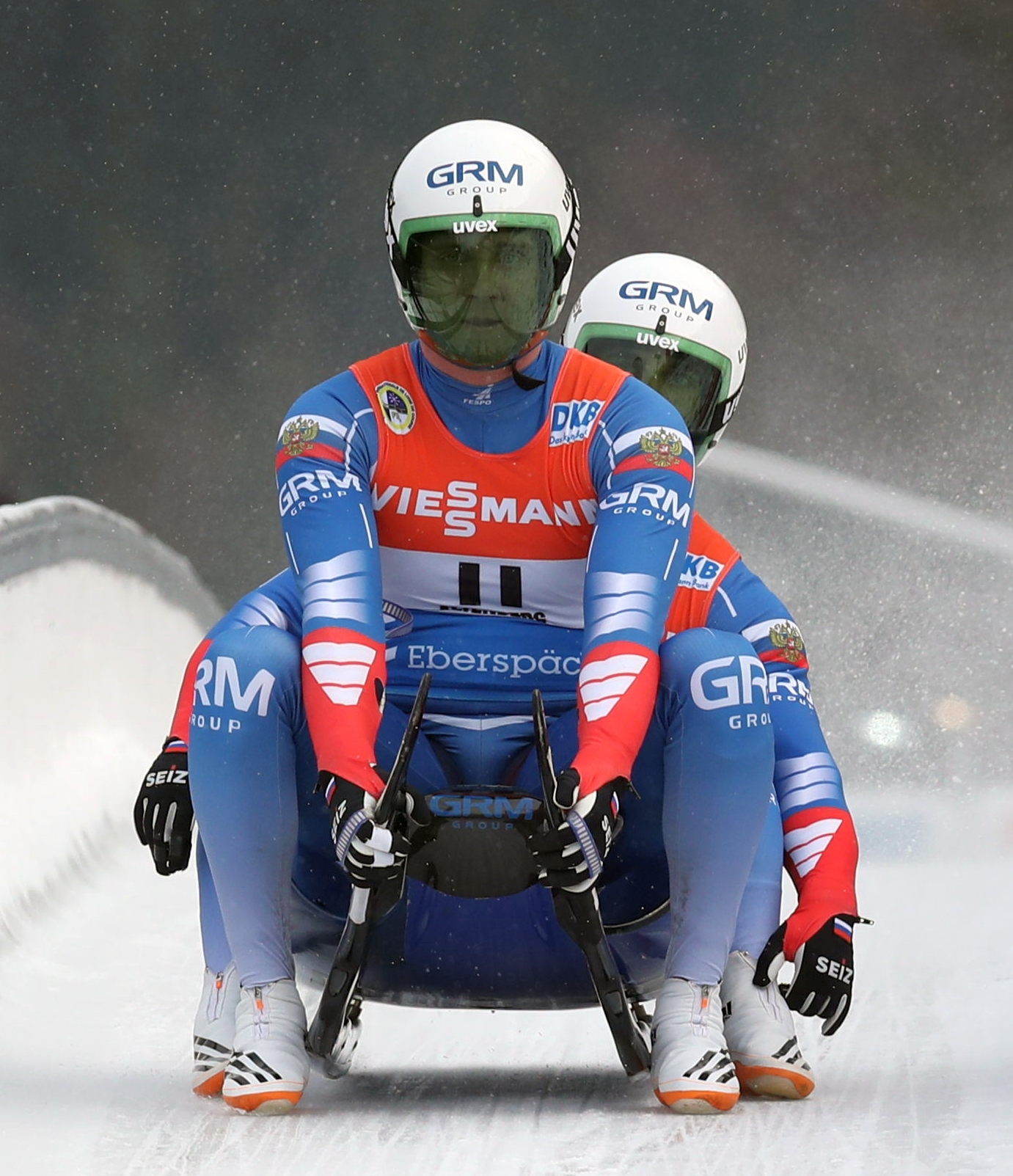
Južakov (davanti) e Jurij Prochorov in gara ad Altenberg nel 2017

A livello assoluto ha esordito in Coppa del Mondo nella stagione 2006/07, ha conquistato il primo podio il 16 gennaio 2011 nella gara a squadre ad Oberhof (2°) e la prima vittoria il 20 febbraio 2011 sempre nella competizione a squadre a Sigulda. Dalla stagione 2014/15, dopo aver concluso il suo sodalizio con Machnutin, ha gareggiato in coppia con Vladimir Prochorov e successivamente con Jurij Prochorov, col quale ottenne il suo primo podio nel doppio il 24 novembre 2018 a Innsbruck (3º), giungendo poi secondo nella gara sprint del giorno successivo. In classifica generale come miglior risultato si è piazzato al quinto posto nella specialità del doppio nel 2018/19.
Ha preso parte a due edizioni dei Giochi olimpici invernali, esclusivamente nel doppio: a Vancouver 2010 è giunto in decima posizione ed a Soči 2014 ha concluso al nono posto.

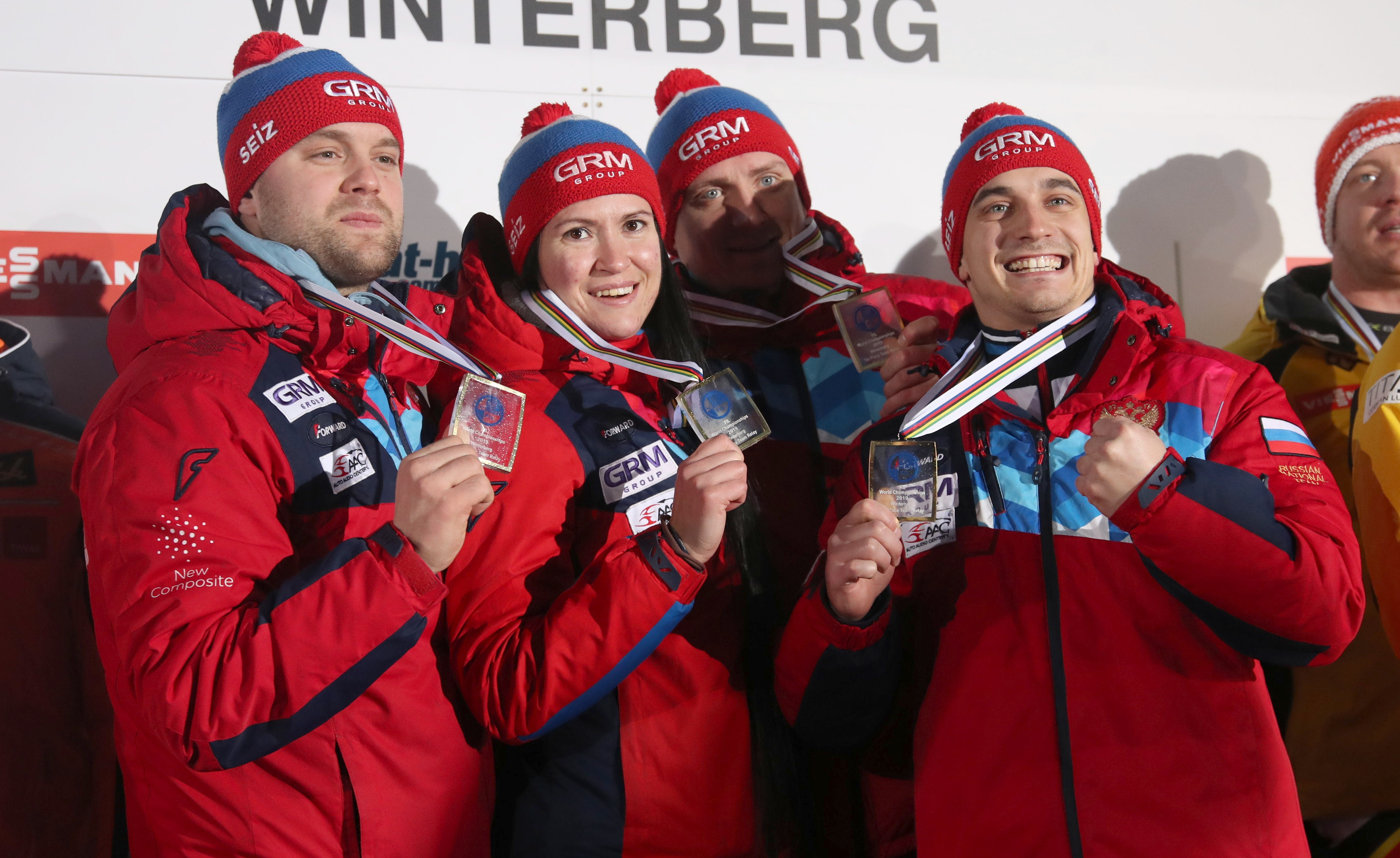
Južakov (secondo da destra) con al collo la medaglia d'oro mondiale vinta nella staffetta a Winterberg 2019

Ha preso parte altresì a undici edizioni dei campionati mondiali, conquistando un totale di due medaglie, delle quali una d'oro. Nel dettaglio i suoi risultati nelle prove iridate sono stati, nel doppio: sedicesimo a Igls 2007, sedicesimo a Oberhof 2008, quindicesimo a Lake Placid 2009, quarto a Cesana Torinese 2011, quinto ad Altenberg 2012, ottavo a Whistler 2013, ottavo a Sigulda 2015, dodicesimo a Schönau am Königssee 2016, settimo a Igls 2017,  settimo a Winterberg 2019 e sesto a Soči 2020; nel doppio sprint: tredicesimo a Schönau am Königssee 2016, squalificato a Igls 2017, undicesimo a Winterberg 2019 e sesto a Soči 2020; nelle prove a squadre: medaglia d'argento ad Altenberg 2012, settimo a Whistler 2013 e medaglia d'oro a Winterberg 2019.
Nelle rassegne continentali ha conquistato due medaglie d'oro, vinte a Paramonovo 2012 e a Sigulda 2014, e una di bronzo nelle gare a squadre nonché una d'argento e un'altra di bronzo colte nel doppio a Sigulda 2014 e a Lillehammer 2020.

## Palmarès

### Mondiali
- 2 medaglie:
  - 1 oro (gara a squadre a Winterberg 2019);
  - 1 argento (gara a squadre ad Altenberg 2012).

### Europei
- 5 medaglie:
  - 2 ori (gara a squadre a Paramonovo 2012; gara a squadre a Sigulda 2014);
  - 1 argento (doppio a Sigulda 2014);
  - 2 bronzi (gara a squadre a Oberhof 2013; doppio a Lillehammer 2020).

### Mondiali juniores
- 1 medaglia:
  - 1 bronzo (gara a squadre ad Altenberg 2006).

### Coppa del Mondo
- Miglior piazzamento in classifica generale nel doppio: 5° nel 2018/19.
- 21 podi (6 nel doppio, 1 nel doppio sprint, 14 nelle gare a squadre):
  - 3 vittorie (tutte nelle gare a squadre);
  - 8 secondi posti (3 nel doppio, 1 nel doppio sprint, 4 nelle gare a squadre);
  - 10 terzi posti (3 nel doppio, 7 nelle gare a squadre).

#### Coppa del Mondo - vittorie
| Data             | Luogo     | Paese    | Disciplina                                                                 |
| ---------------- | --------- | -------- | -------------------------------------------------------------------------- |
| 20 febbraio 2011 | Sigulda   | Lettonia | Gara a squadre con Tat'jana Ivanova, Al'bert Demčenko e Vladimir Machnutin |
| 19 gennaio 2014  | Altenberg | Germania | Gara a squadre con Tat'jana Ivanova, Al'bert Demčenko e Vladimir Machnutin |
| 15 gennaio 2017  | Sigulda   | Lettonia | Gara a squadre con Tat'jana Ivanova, Semën Pavličenko e Jurij Prochorov    |